# Zasłonak krzywonogi

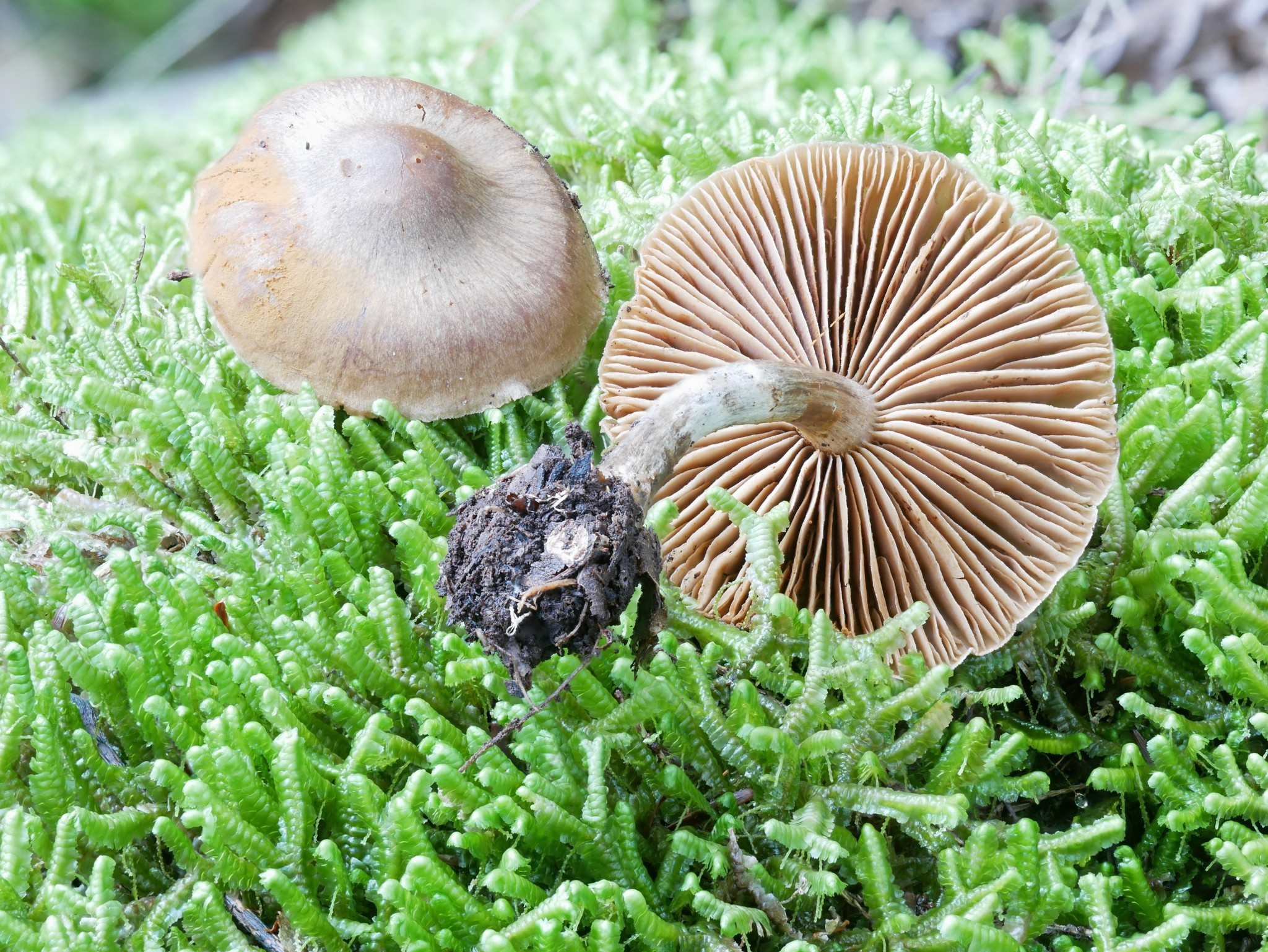

Zasłonak krzywonogi (Cortinarius valgus Fr.) – gatunek grzybów należący do rodziny zasłonakowatych (Cortinariaceae).

## Systematyka i nazewnictwo
Pozycja w klasyfikacji według Index Fungorum: Cortinarius, Cortinariaceae, Agaricales, Agaricomycetidae, Agaricomycetes, Agaricomycotina, Basidiomycota, Fungi.
Po raz pierwszy opisał go Elias Fries w 1838 r. Ma 11 synonimów. Niektóre z nich:
- Cortinarius camurus f. iliceti Chevassut & Rob. Henry 1988
- Cortinarius depexus var. luminosus Carteret 2005
- Cortinarius fuliginosus P.D. Orton 1964
- Cortinarius olivaceostipitatus Carteret 2012
- Cortinarius orbiculozonarius Rob. Henry 1983
- Cortinarius valgus subsp. camurus (Fr.) Melot 1990

Polską nazwę podał Andrzej Nespiak w 1975 r.

## Morfologia
Kapelusz
Średnica 3–10 cm z garbkiem na środku. Jest higrofaniczny; w stanie wilgotnym beżowobrązowy, czerwonobrązowy, ciemnobrązowy do oliwkowobrązowego, w stanie suchym jasnobrązowy do żółtawego. Powierzchnia jedwabiście włóknista z ciemnymi plamami lub ciemniejszymi zagłębieniami.
Blaszki
Początkowo szarobrązowe do beżowobrązowych, później rdzawobrązowe, często fioletowe, brzuchate, umiarkowanie gęste. Ostrza jaśniejsze i pofalowane.
Trzon
Wysokość 3,3–12 cm, grubość 0,3–1,6 cm, twardy, częściowo pusty, skręcony, stosunkowo sztywny, z pogrubioną podstawą i lekko zakrzywiony. Powierzchnia górą purpurowa, poza tym szarobrązowa, błyszcząca. Zasnówka żółto-brązowa, niewyraźna.
Miąższ
W kapeluszu na środku mięsisty, na brzegu cienki i kruchy, brązowo-żółty z oliwkowym odcieniem. W trzonie również biały, lekko fioletowy, włóknisty, kruchy.
Cechy mikroskopowe
Zarodniki rdzawobrązowe 8–9 × 5,5–6 μm, szeroko elipsoidalne, umiarkowanie lub lekko brodawkowate, raczej słabo lub umiarkowanie dekstrynoidalne.

## Występowanie i siedlisko
Znane jest występowanie Cortinatius valgus w niektórych krajach Europy i w Ameryce Północnej. Najliczniejsze stanowiska podano na Półwyspie Skandynawskim. Do 2003 r. znane było tylko jedno jego stanowisko w Polsce i to już historyczne (1912 r.) Władysław Wojewoda w 2003 r. przypuszczał, że gatunek ten w Polsce już wyginął. W 2017 r. znaleziono jednak kilka jego okazów w Puszczy Białowieskiej.
Naziemny grzyb mykoryzowy. Występuje w lasach. Okazy znalezione w Polsce rosły w lesie iglastym i liściastym.